# 1917 Cuyo
1917 Cuyo è un asteroide near-Earth del diametro medio di circa 5,7 km. Scoperto nel 1968, presenta un'orbita caratterizzata da un semiasse maggiore pari a 2,1501162 UA e da un'eccentricità di 0,5045463, inclinata di 23,94967° rispetto all'eclittica.
L'asteroide è dedicato all'Università Nazionale di Cuyo in Argentina.